# Faculdade de Medicina da Universidade de Toronto

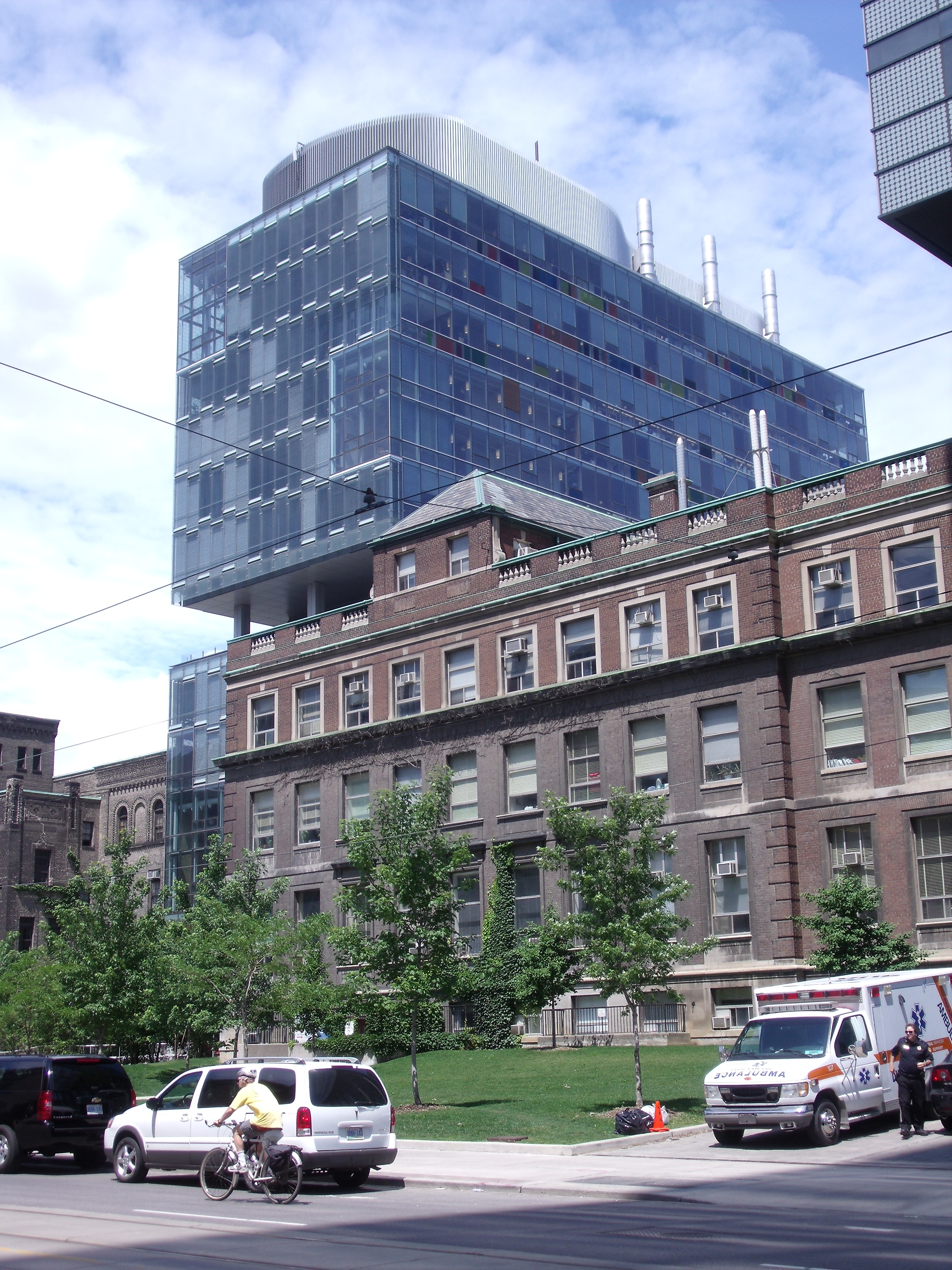
O Fitzgerald Building à frente e o Terrence Donnelly Centre for Cellular and Biomolecular Research da Faculdade de Medicina.

A Faculdade de Medicina da Universidade de Toronto é a escola médica da Universidade de Toronto. A faculdade está localizada no Discovery District do Centro de Toronto, próximos à maioria dos hospitais de aprendizado e institutos de pesquisa da universidade. Fundado em 1843, a Faculdade de Medicina é uma das instituições de estudos médicos mais antigas do Canadá, sendo conhecida pela descoberta da insulina e das células-tronco. É também a universidade médica mais seletiva do país, aceitando menos de 8% dos aplicante para seu programa de doutor de medicina.